# Anthophora bomboides

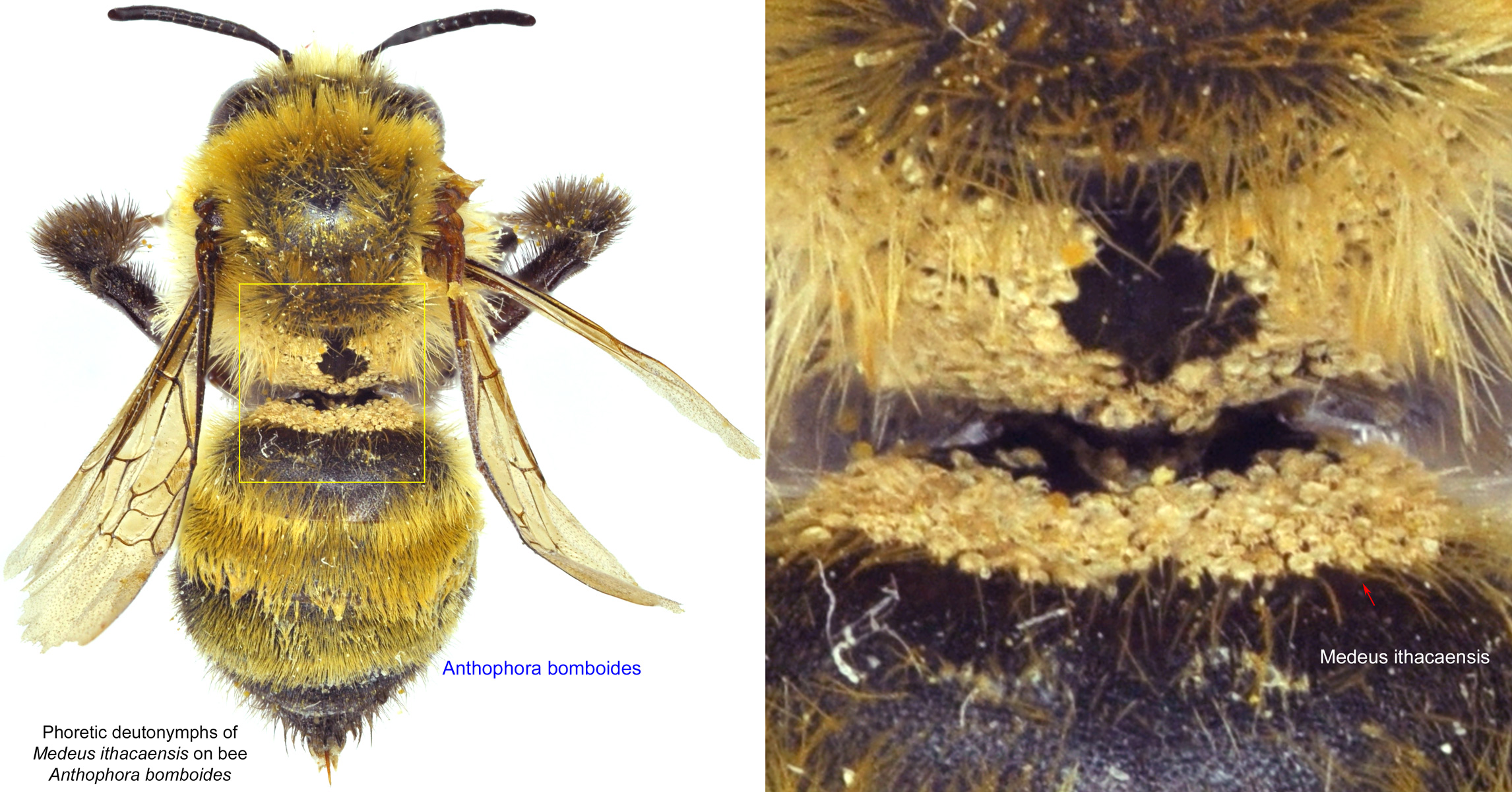
A. bomboides con ácaros foréticos, Medeus ithacaensis

Anthophora bomboides es una especie de abeja del género Anthophora, familia Apidae. Fue descrita científicamente por Kirby en 1837.
Es activa de junio a agosto. Visita flores de varias familias. Es nativa de los Estados Unidos y Canadá.

## Subespecies
Estas dos subespecies pertenecen a Anthophora bomboides:
- Anthophora bomboides bomboides
- Anthophora bomboides neomexicana Cockerell